# Высоково (Камешковский район)
Высоково — деревня в Камешковском районе Владимирской области России, входит в состав муниципального образования Второвское.

## География
Деревня расположена в 6 км на восток от центра поселения села Второво, в 11 км на юго-запад от райцентра Камешково, железнодорожная платформа Новая Жизнь на линии Владимир — Ковров.

## История
В конце XIX — начале XX века деревня входила в состав Лаптевской волости Владимирского уезда, с 1924 года — в составе Второвской волости. В 1859 году в деревне числилось 40 дворов, в 1905 году — 71 дворов, в 1926 году — 85 хозяйств.
С 1929 года деревня являлась центром Высоковского сельсовета Владимирского района, с 1940 года — в составе Патакинского сельсовета Камешковского района, с 1954 года — в составе Тереховицкого сельсовета, с 2005 года — в составе муниципального образования Второвское.

## Население
| 1859 | 1905 | 1926 |
| ---- | ---- | ---- |
| 318  | 440  | 448  |

| 1859 | 1905 | 1926 | 2002 | 2010 | 2021 |
| ---- | ---- | ---- | ---- | ---- | ---- |
| 318  | ↗440 | ↗448 | ↘70  | ↘52  | ↗74  |